# Döda huset
Döda huset (tjeckiska: Z mrtvého domu) är en opera i tre akter av Leoš Janáček med libretto av tonsättaren efter Fjodor Dostojevskijs roman Anteckningar från döda huset från 1861.

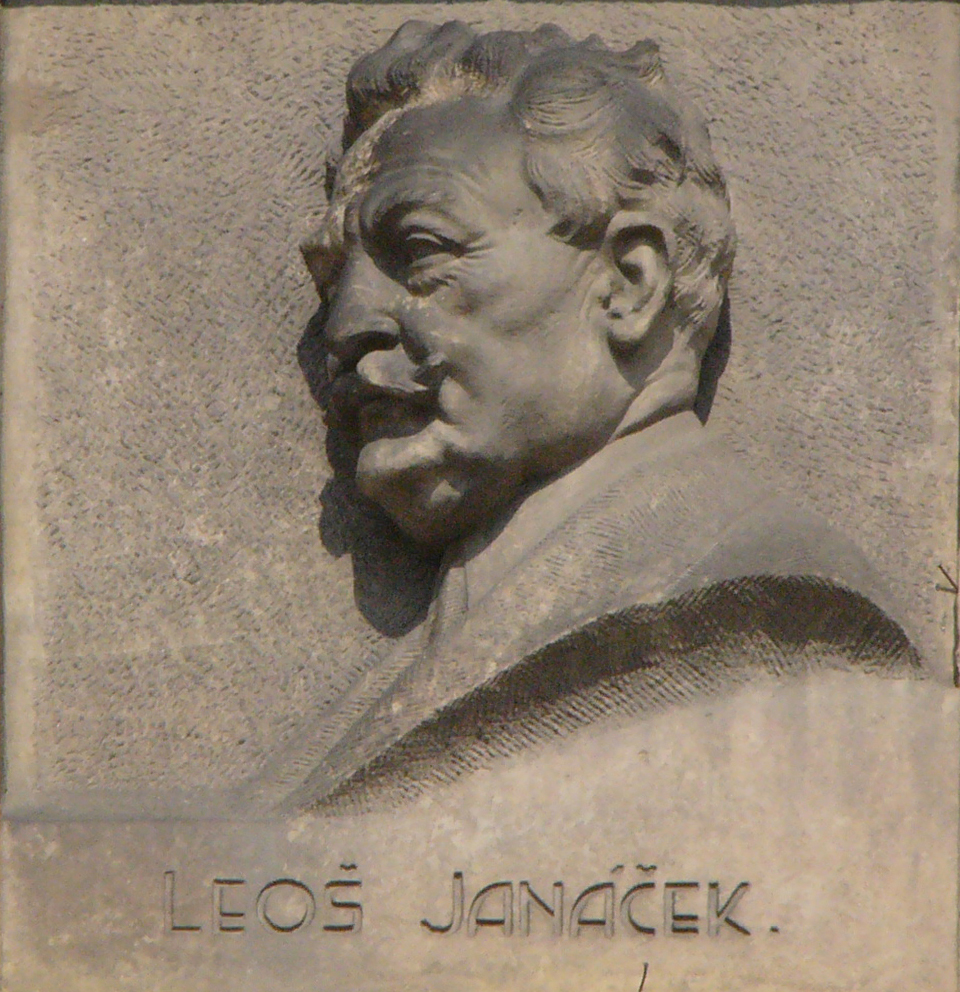
Leoš Janáček

## Historia
Librettot var ännu inte färdigt då Janáček började skriva musiken, delvis skriven till den ryska originaltexten. Han hann avsluta de båda första akterna och påbörjade renskriften av tredje akten 14 dagar innan han dog. Hans elever Břetislav Bakala och Osvald Chlubna trodde operan var ofullständig och kompletterade sista akten med egen musik, samt ändrade det dystra slutet till en mer optimistisk final. Sedan 1960-talet har en version mer trogen Janáčeks original spelats, men även elevernas mindre pessimistiska version spelas alltjämt.
Operan uruppfördes 12 april 1930 i Brno, två år efter Janáčeks död. Svensk premiär på Stora Teatern i Göteborg 25 februari 1990.

## Om operan
Till skillnad från romanen saknar operan centralgestalt. Handlingen inleds och avslutas visserligen med att Alexandr Gorjančikov anländer till respektive lämnar lägret, men tonvikten ligger trots detta inte på dennes upplevelser och tankereflexioner, utan på fångarnas olika öden, där det handlar om synd, lidande och grymhet och om mänskliga förhållanden under de mest förnedrande omständigheter. Trots att det mänskliga livets dystraste sidor redan i årtionden tidigare funnit konstnärligt uttryck i litteraturen (framför allt hos Dostojevskij och Zola) krävdes det en samhällskatastrof som första världskriget för att operavärlden skulle kunna öppna sig för den sociala och individuella problematiken. Redan tio år före Döda huset hade Puccini komponerat en arbetartragedi, Il tabarro. Prag blev andra stad i ordningen där Alban Bergs opera Wozzeck uppfördes efter premiären i Berlin 1925. Praguppsättningen av Wozzeck, som Janáček såg med största förtjusning, ägde rum just under hans dystra sista operas tillkomstperiod. Även Janáček upptäckte det enskilda människoödets avgrund. I den här meningen är operan, trots den berättande grundtonen, dramatisk fascinerande - ända från den dystra vintermorgonen i operans början till fredshymnen i slutet då den frisläppta örnen lyfter mot friheten.
Det ovanliga temat tvingade Janáček att utveckla nya musikdramatiska medel, som skilde sig från hans tidigare sceniska verk. Det är en "mansopera". Frånsett den prostituerade kvinnan (akt II), förekommer inga kvinnoroller. Även erotiken, vars musikaliska framställning tidigare varit så viktig för Janáček, framstår här som frånstötande och motbjudande (i scenen med den prostituerade och i Šiškovs berättelse). Kören erhåller en mer central roll än i någon annan av Janáčeks operor, medan orkesterklangen är snarast kammarmusikalisk.

## Personer

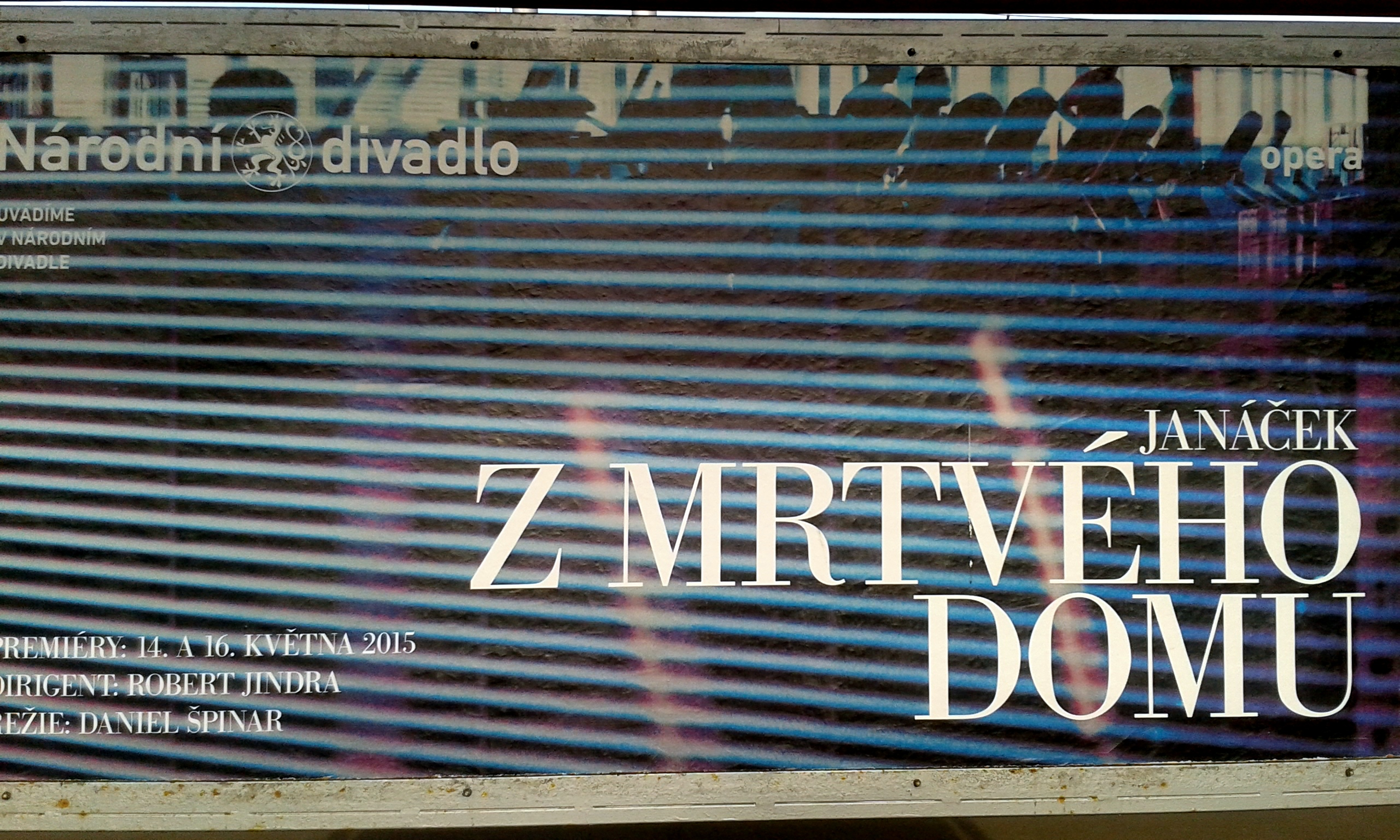
Tjeckisk affisch till Döda huset på Nationalteatern i Prag maj 2015. Det hade då gått 24 år sedan operan senast uppfördes där.

- Alexandr Petrovič Gorjančikov (baryton)
- Aljeja, en ung tatar (tenor)
- Filka Morosov, i fängelset under namnet Luka Kuzmič (tenor)
- Den storväxte fången (tenor)
- Den lille fången (baryton)
- Lägerkommendanten (baryton)
- Den mycket gamle fången (tenor)
- Skuratov (tenor)
- Kocken (baryton)
- Smeden (bas)
- Prästen (baryton)
- Den unge fången (tenor)
- Den prostituerade (mezzosopran)
- En fånge, i rollen som don Juan respektive brahmanen (baryton)
- Kedril (tenor)
- Šapkin (tenor)
- Šiškov (bas)
- Čerevin (tenor)
- Förste vakten (tenor)
- Andre vakten (baryton)
- Fångar (kör)
- Ryttare, Elvira, Skomakarens hustru, Prästhustrun, Mjölnaren, Mjölnarhustrun, Sekreteraren, Djävulen (stumma roller, i skådespelet som framförs av fångarna)

## Handling
Ett fångläger vid floden Irtysj i Sibirien i mitten av 1800-talet.
Akt I
Fånglägrets gård, tidigt på morgonen, vinter. Straffångarnas morgonbestyr störs av ett uppseendeväckande gräl. Stämningen i lägret är redan förut upphetsad, eftersom man väntar på en ny fånge. Det enda man vet om den nye är att han är en "politisk" fånge. Den nye fången med namnet Alexandr Gorjančikov mottas av lägerkommendanten med 100 piskrapp. Denna orättfärdighet tas med jämnmod. Sådant hör till vardagsrutinerna i lägret. Fångarna tar hand om en örn med lama vingar. De ser i den en symbol för sitt eget öde. Skuratov erinrar sig sitt liv i Moskva, och halt vansinnig dansar han tills han bryter samman. Luka berättar om hur han slog ihjäl en tyrannisk officer då han var i armén. Gorjančikov förs tillbaka efter pryglingen. Han har funnit en dolk med vilken han vill försvara sig, men han är utmattad efter straffet och förs åter bort.
Akt II
På stranden till Irtysj med den kirgisiska stäppen i bakgrunden. Ett år senare. Sommar. Straffångarna hugger upp ett skeppsvrak. Gorjančikov har gjort sig till vän med tataren Aljeja och lovar lära honom att läsa och skriva. Aljeja berättar för Gorjančikov om sin syster som han fruktar har sörjt sig till döds efter honom. Det är påsk. En präst välsignar lägret, håller gudstjänst och fångarna får te. Skuratov berättar att en general ämnar inspektera lägret och berättar vidare hur han en gång sköt den man som gifte sig med hans älskade men de andra visar inget medlidande. Straffångarna har övat in två pantomimer (Kedril och don Juan, samt Den vackra mjölnerskan) och framför dem på en scen som man har byggt av plankor från skeppsvraket. De grova skämten hälsas med råa skrattsalvor. När ridån har fallit får fångarna tillbaka till sina baracker utom Gorjančikov, Aljeja och en annan fånge som kommer i gräl med Gorjančikov. Han kastar en hink efter honom men den träffar Aljeja som blir svårt skadad.

Akt III
Scen 1. På lasarettet. Kväll. Gorjančikov sitter vid Aljejas säng och läser högt för honom ur Bibeln. Luka ligger för döden. Straffångarna utbyter minnen. Šapkin berättar om sin tortyr, Šiškov berättar om hur han lät mörda sin hustru Akulka när han fick veta att hon varit älskarinna åt Filka Morosov och fortsatte älska denne även efter det att hon blivit gift. I sitt raseri hade han dragit ut henne i skogen och skurit halsen av henne. Luka dör. Šiškov synar först nu Lukas ansikte och känner igen Filka Morosov. Han förbannar den döde kroppen. Gorjančikov kallas till lägerkommendanten.
Scen 2. Fånglägrets gård. Den druckne kommendanten ber Gorjančikov offentligt om ursäkt och meddelar honom att han har blivit frigiven. Aljeja tar avsked av honom. När Gorjančikov lämnar lägret, skänker straffångarna örnen friheten. Ett ögonblick syns ett skimmer av hopp. Men tvångsarbetet börjar på nytt och det eländiga lägerlivet går vidare.